# Barbus salessei
Barbus salessei är en fiskart som beskrevs av Pellegrin, 1908. Barbus salessei ingår i släktet Barbus och familjen karpfiskar. IUCN kategoriserar arten globalt som sårbar. Inga underarter finns listade.